# 61. вечити дерби у фудбалу
61. вечити дерби у фудбалу је фудбалска утакмица одиграна у Београду 23. октобра 1977. године, између Црвене звезде и Партизана. Утакмица се завршила резултатом 3 : 1 (2 : 1) за Партизан.